# لین ویتفیلد
لین ویتفیلد (انگلیسی: Lynn Whitfield؛ زادهٔ ۶ مهٔ ۱۹۵۳) یک هنرپیشه اهل ایالات متحده آمریکا است.
از فیلم‌های معروف او می‌توان به بازی در سیلورادو، ریباند، نامادری، مامان، من می‌خواهم آواز بخوانم!، گرفتن گرما و اکنون در ارتش اشاره کرد.